# Center of Excellence for Intelligent Sensor Innovation
Het Center of Excellence for Intelligent Sensor Innovation (CENSI) is een samenwerkingsverband tussen de Hanzehogeschool en Sun Microsystems. In de projecten van het CENSI staat de multidisciplinaire samenwerking tussen studenten, docenten en externe opdrachtgevers vanuit het bedrijfsleven centraal.
De samenwerking speelt zich af binnen het werkgebied van het onderwerp intelligente sensoren. Het CENSI is hierbij de schakel tussen onderzoeksinstituten, (HBO-)onderwijs en bedrijfsleven op het gebied van sensorinnovatie. In het CENSI wordt toegepast onderzoek uitgevoerd en wordt kennis binnengehaald en overgebracht van de ene naar de andere partij.